# Amata inconstans
Amata inconstans là một loài bướm đêm thuộc phân họ Arctiinae, họ Erebidae.